# یواس‌اس ماتانیکا (سی‌وی‌یی-۱۰۱)
یواس‌اس ماتانیکا (سی‌وی‌یی-۱۰۱) (به انگلیسی: USS Matanikau (CVE-101)) یک کشتی بود که طول آن ۵۱۲ فوت ۳ اینچ (۱۵۶٫۱۳ متر) بود. این کشتی در سال ۱۹۴۴ ساخته شد.